# Jean de Capoue

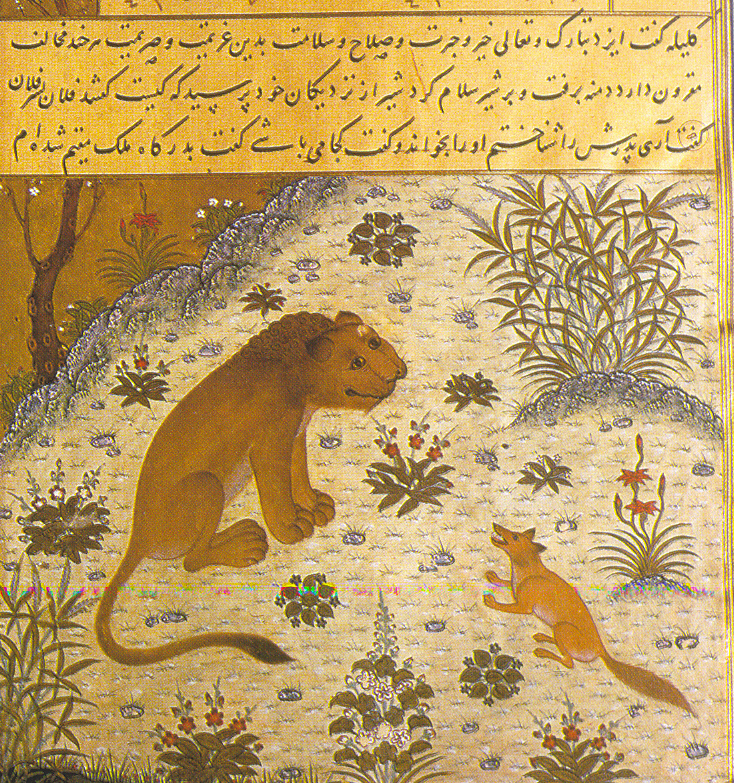
Une page du livre de 1429 de Calila e Dimna.

Jean de Capoue était un Juif italien du XIIIe siècle converti au christianisme. Il a traduit en latin la version en hébreu de Rabbi Joël du Kalîla wa Dimna sous le titre Directorium Vitae Humanae.

## Biographie
On sait très peu de choses sur Jean de Capoue. C'était un Juif converti au christianisme. Il a travaillé à Rome comme traducteur en latin durant le pontificat du pape Boniface VIII (1294-1303). On ne connait pas son nom hébreu, ni sa famille. Le nom sous lequel on le connait est selon le philologue allemand Johann Albert Fabricius celui sous lequel il a traduit l'ensemble des fables appelées Kalîla wa Dimna,. Suivant l'historien et lui aussi fabuliste Lorenzo Pignotti, la traduction de Jean de Capoue était dédiée au cardinal Matteo Rubeo Orsini (vers 1260-1305).
Les fables, qui grâce à la traduction de Jean de Capoue ont eu une large diffusion dans la littérature moderne de l'Europe, provenaient de l'Inde (Hitopadesha, Pañchatantra). Elles étaient arrivées en Europe en ayant été traduites du sanskrit au pehlevi (autour du VIe siècle), puis successivement du pehlevi à l'arabe (traduction de Abdallah Ibn al-Muqaffa, VIIIe siècle) et enfin de l'arabe à l'hébreu (XIIe siècle). La version italienne (1552) de Doni dérive de la traduction latine de Jean de Capoue. Cette version est devenue la base de la première traduction en anglais, en 1570: Sir Thomas North a fait la traduction en anglais élisabéthain sous le titre The Fables of Bidpai: The Morall Philosophie of Doni (réimprimé par Joseph Jacobs, 1888). Jean de La Fontaine a publié Les Fables en 1679, basées sur "le sage indien  Pilpay",.